# Catocala languescens
Catocala languescens là một loài bướm đêm trong họ Erebidae.